# Larry Kaufman
Pour les articles homonymes, voir Kaufman.
Larry C. Kaufman est un joueur d'échecs américain, grand maître international né le 15 novembre 1947. Il est également un joueur de Shōgi. Il est connu pour ses écrits échiquéens. Financier de métier, dont il est retraité depuis 1986 – il n'est pas un professionnel du monde des échecs - il a été très actif dans l'informatisation des échecs : il est responsable des fonctions d'évaluation du programme Rybka 3 et cocréateur des programmes Socrates II et Komodo.

## Carrière aux échecs
Maître international depuis 1980, il n'a obtenu le titre de grand maître international qu'en 2008, année où il a remporté (ex æquo avec Mihai Șubă) le Championnat du monde d'échecs senior en Allemagne. En 2011, il remporte le tournoi d'échecs open de Virginie et le tournoi de blitz du Maryland.
Larry Kaufman est également l'un des meilleurs joueurs de Shōgi occidentaux ; il a commencé à pratiquer en apprenant le jeu à handicap et est aujourd'hui un des experts mondiaux dans ce domaine.
Son fils aîné, Raymond Kaufman, est également maître international.

## Publications
- (en) Larry Kaufman, The Chess Advantage in Black and White, McKay Chess Library, 2004
- (en) Larry Kaufman, The Kaufman Repertoire For Black And White : A Complete, Sound and User-friendly Chess Opening Repertoire, Alkmaar, New In Chess, 2012, 493 p. (ISBN 978-90-5691-371-7, présentation en ligne)
- (en) Larry Kaufman, Sabotage In the Grünfeld : A Cutting-edge Repertoire for White Based on 3.f3, Alkmaar, New In Chess, janvier 2014, 176 p. (ISBN 978-90-5691-440-0, présentation en ligne)